# Holmer Mühle
Die Holmer Mühle ist eine denkmalgeschützte Wassermühle an der Niedersächsischen Mühlenstraße (Nr. 111) gelegen. Sie befindet sich in Holm direkt an der Seeve.

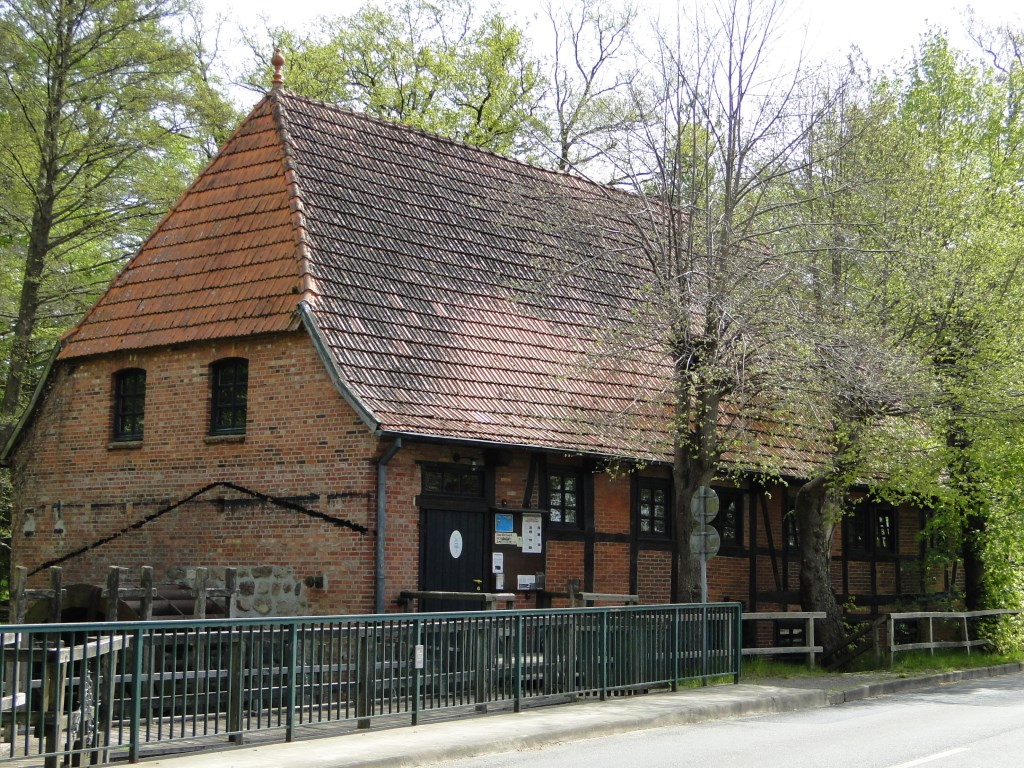
Holmer Mühle Frontansicht

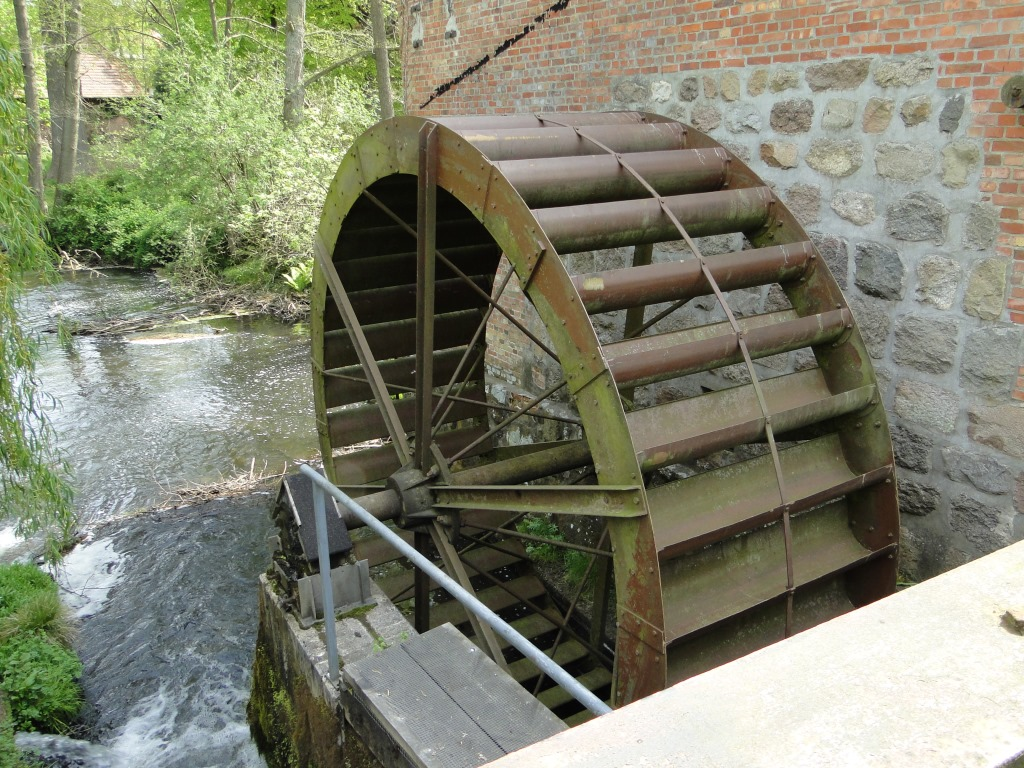
Holmer Mühle Mühlenrad

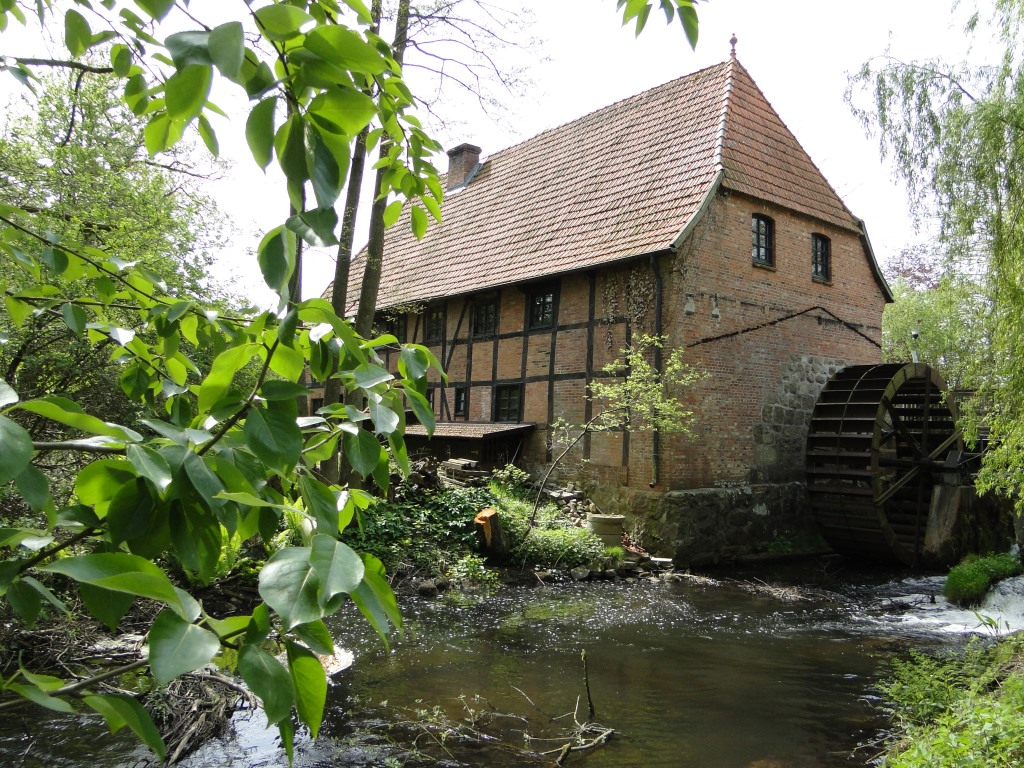
Holmer Mühle Rückseite

Die Mühle ist Teil des Gutes Holm, das sich im Privatbesitz befindet. Der Geschichts- und Museumsverein Buchholz und Umgebung e.V. schloss 1977 mit dem Besitzer einen Nutzungsvertrag ab.

## Geschichte
1567 baute der Winsener Amtmann Christoph von Hodenberg das Bauerndorf Holm in ein Rittergut um und errichtete wahrscheinlich auch eine Getreidemühle an der Seeve. Eine erste urkundliche Erwähnung einer Mühle findet sich 1615. Dokumentiert ist ein Streit mit dem Bendestorfer Müller Tamke. 1638 gingen das Gut Holm und die Mühle an die Schenk von Winterstedt über. 1698 wurde erstmals ein Müller urkundlich erwähnt. Für zwei Generationen wurde ein Hans Lindemann als Pächter auf der Holmer Mühle eingetragen. 1757 wurde die Mühle im Rahmen der Kampfhandlungen zwischen Herzog Ferdinand von Braunschweig und den Franzosen vollständig zerstört. 1758 ließ der Gutsbesitzer Baron Ludwig Schenk von Winterstedt (1715–1762) die Mühle wieder aufrichten. 1770 wechselte der Mühlenpächter; auf Gerdau folgten drei Generationen der Familie Stramann. 1838 starb Christian Ludwig Friedrich Schenk von Winterstedt, der letzte männliche Erbe des Gutes Holm. Das Land Hannover zog das „Rittergut im Mannesstamme“ ein. 1868 wurde der Mahlzwang offiziell aufgehoben. Ca. 1870 veräußerte das Land Hannover das Gut. Es folgten in schneller Folge die Besitzer: Von Alten, Otto Ude und Heinrich Knauer. Heinrich Knauer ließ 1874 am nördlichen Ufer der Seeve ein Sägewerk errichten. Um etwa 1862 bis 1877 war Georg Johann Christoph Fuhrkamp Mühlenpächter. 1841–1918 J. Diedrich Chr. Dittmer (mit Fuhrkamps verschwägert) und 1844 bis etwa 1901 Georg A.A.H. Albrecht. 1889 erwarb der vormalige Pächter Wilhelm Frank das Gut Holm. Von 1895 bis 1927 war Otto Hugo Oehlke Mühlenpächter.
1938 erwarb die Familie Kohrs das Gut Holm, nach 1945 wurden Flüchtlinge in die Wohnräume einquartiert. Bis etwa 1963 war Heinrich Brockmann Pächter der Sägemühle. 1975 wurde die Mühle entrümpelt und es fanden Notreparaturen statt. 1977 wurde ein Nutzungsvertrag zwischen Jürgen Kohrs, Gut Holm, und dem Geschichts- und Museumsverein Buchholz und Umgebung e.V. unterzeichnet. 1980 wurden die unterspülten Fundamente an der Seeve gesichert, eine Sohle geschüttet und ein Widerlager aus Wasserbeton in der Flussmitte für das Wasserrad gebaut. Ein Wasserrad wurde angefertigt. Am ersten Ostertag 1981 drehte sich erstmals das neue Mühlrad und das Obergeschoss wurde eingeweiht. 1993 wurde ein Wasserrad aus Stahl eingebaut. 1996 wurde im Obergeschoss ein Konzertflügel eingeweiht. Der Unterhaltungs- und Landschaftspflegeverband Seeve errichtete 2003 parallel zum Mühlenwehr in der Seeve eine Fischtreppe; im selben Jahr erneuerten die Vereinsmitglieder den Steg vor dem Wehr. 2012 wurde das Gerinne vor dem Wasserrad von Vereinsmitgliedern neu errichtet.

## Beschreibung
Die Mühle befindet sich in einem steinernen Fachwerkhaus, das ursprünglich ein Reetdach hatte. Nach 1900 erhielt das Gebäude dann ein Pfannendach.
Der Antrieb der beiden funktionsfähigen Mahlgänge erfolgt (bei den Mahltagen) über ein unterschlächtiges metallenes Wasserrad, das 1991 nachgerüstet wurde.

## Veranstaltungen
Vereinsmitglieder führen regelmäßig an jedem zweiten Sonnabend eines Monats Mahltage mit Brotverkauf und Beköstigung der Gäste durch. Weiterhin ist die Mühle Veranstaltungsort für Konzerte, Kunstausstellungen, Lesungen und einen alljährlichen Kunsthandwerkermarkt.